# Cladocorynidae
Die Cladocorynidae sind eine ausschließlich im Meer lebende Familie der Hydrozoen (Hydrozoa) aus dem Stamm der Nesseltiere (Cnidaria). Es handelt sich um eine kleine Familie mit acht Arten in drei Gattungen.

## Merkmale
Die Hydroidpolypen bilden Kolonien, einfache Stolonen oder wenig verzweigte Stöcke. Der Hydranth ist keulenförmig mit einem Kranz moniliformer oder capitater Tentakeln um den Mund herum (orale Tentakeln), weitere Kränze moniliformer oder verzweigter capitater Tentakeln oder unregelmäßig verteilter Tentakeln sitzen etwas entfernter vom Mund (aborale Tentakeln). Die Nesselzellen der Körperwand sind in Flecken konzentriert oder verteilt um die Basis der Tentakeln. Die Gonophoren sitzen einzeln oder auf kurzen verzweigten Stielen im unteren und mittleren Teil des Hydranthen. Die Gonophoren entwickeln sich zu freien Medusen oder festsitzenden Sporensäcken. Die Meduse besitzt zwei sich gegenüberstehende perradiale Tentakeln mit gestielten Cnidophoren und zwei nicht-tentakeltragende Knospen. Oberhalb sitzen exumbrellare Flecke mit Nesselzellen (makrobasische Eurytelen). Die Gonaden werden interradial auf dem Manubrium gebildet. 

## Geographisches Vorkommen
Die Arten der Familie kommen weltweit in tropischen bis gemäßigten Meeren vor. Cladocoryne floccosa Rotch, 1871 wurde auch im Mittelmeer nachgewiesen.

## Systematik
Die World Hydrozoa Database verzeichnet folgende Gattungen und Arten
- Cladocoryne Rotch, 1871
  - Cladocoryne floccosa Rotch, 1871
  - Cladocoryne haddoni Kirkpatrick, 1890
  - Cladocoryne minuta Watson, 2005
  - Cladocoryne simplex Perrier, 1886
  - Cladocoryne travancorensis (Mammen, 1963)
- Cladocorynopsis Mammen, 1963
  - Cladocorynopsis littoralis Mammen, 1963
- Pteroclava Weill, 1931
  - Pteroclava crassa (Pictet, 1893)
  - Pteroclava krempfi (Billard, 1919)

### Online
- Hydrozoa Directory